# Reichenau an der Rax
Reichenau an der Rax – uzdrowiskowa gmina targowa w Austrii, w kraju związkowym Dolna Austria, w powiecie Neunkirchen. Liczy 2 601 mieszkańców (1 stycznia 2014).